# Perkebunan Milano
Perkebunan Milano is een bestuurslaag in het regentschap Labuhan Batu Utara van de provincie Noord-Sumatra, Indonesië. Perkebunan Milano telt 366 inwoners (volkstelling 2010).